# 上峴駅
上峴駅（サンヒョンえき）は大韓民国京畿道龍仁市水枝区上峴洞にある、新盆唐線の駅。駅番号はD17。

## 駅構造
相対式ホーム2面2線の地下駅で、ホームドア設置駅。

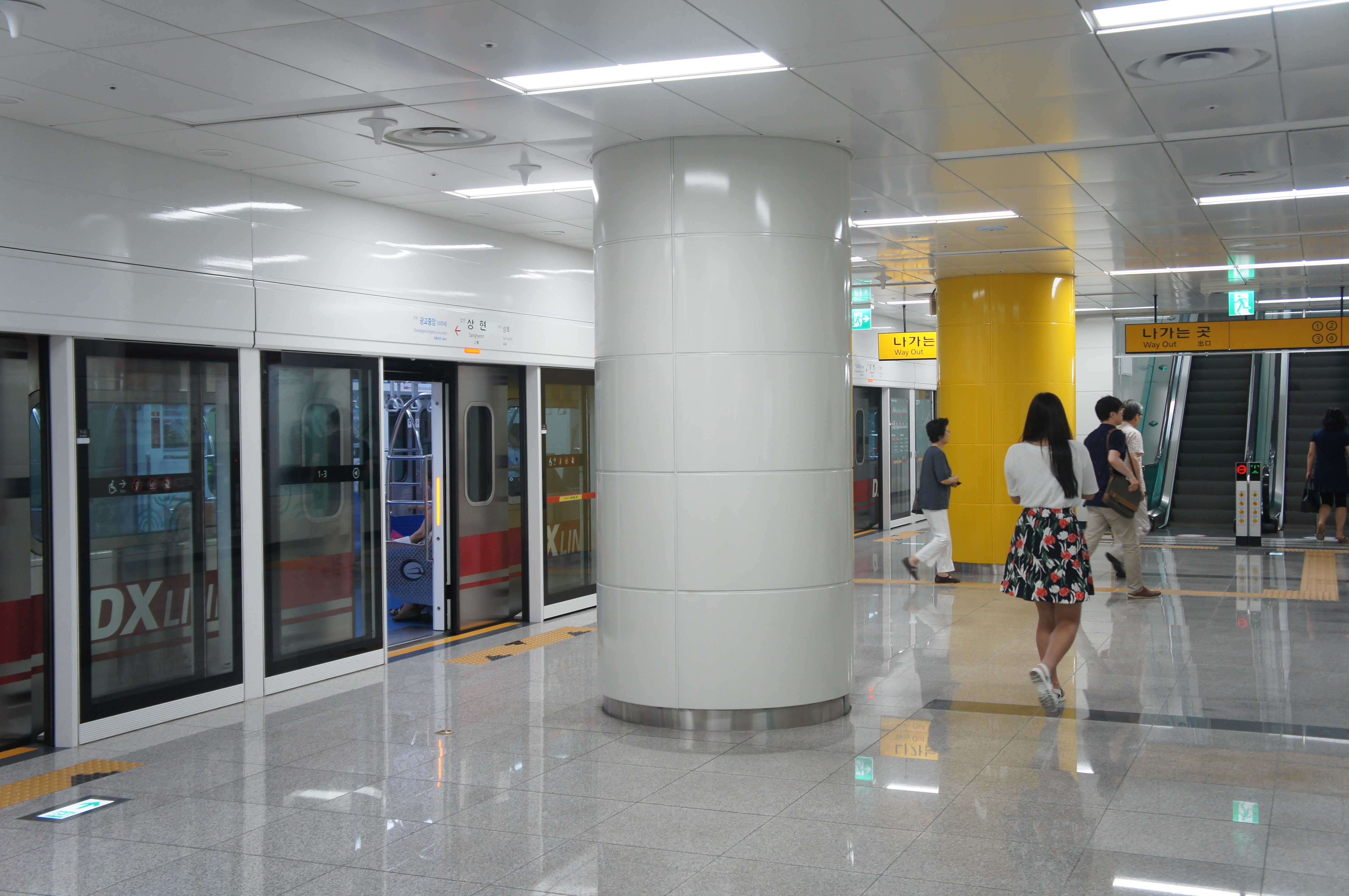
ホーム

### のりば
※案内上ののりば番号は未設定。
| 上り | ●新盆唐線 | 星福・新沙方面     |
| 下り | ●新盆唐線 | 光教中央・光教方面 |

## 駅周辺
- 光教湖公園
- 光教中央公園
- 国民銀行光教新都市支店
- ウリィ銀行光教新都市支店
- 新韓銀行光教新都市金融センター
- 中小企業銀行光教支店
- KEBハナ銀行光教新都市支店
- 上峴中学校
- セビッ初等学校
- 上峴高等学校
- 龍仁-ソウル高速道路光教上峴インターチェンジ
- CGV 光教上峴

## 歴史
- 2016年1月30日 - 開業。

## 隣の駅
新盆唐線
●新盆唐線
星福駅 (D16) - 上峴駅 (D17) - 光教中央駅 (D18)